# Myzostoma labiatum
Myzostoma labiatum is een ringworm uit de familie Myzostomatidae.
Myzostoma labiatum werd in 1884 voor het eerst wetenschappelijk beschreven door Graff.